# Brandov
Brandov (německy Brandau) je obec v okrese Most v Ústeckém kraji. Nachází se v pohraničním výběžku tvořeném vodními toky Svídnice, Flájský potok a Načetínský potok v nadmořské výšce 543 m. K obci patřila i dnes zaniklá osada Zelený Důl ležící na česko-německé hranici asi 1 km severně od Brandova. Do Brandova vede z Hory Svaté Kateřiny silnice III. třídy č. 25220. Žije zde 283 obyvatel.

## Název
Název vesnice (lidově Brana) je odvozen pomocí přivlastňovací přípony -ov z příjmení Brant. Přípona se časem v německojazyčném prostředí změnila na -au. V historických pramenech se jméno objevuje ve tvarech: prantow (1549), Branthow (1555 a 1561), Brandau (1606 a 1622) a Brandov nebo Brandau (1854).

## Historie
První písemná zmínka o Brandově pochází z roku 1549 a jeho vznik souvisí s těžbou kovů v Krušných horách. V Brandově se těžila především železná ruda. V roce 1622 je zde poprvé zmiňován kostel a roku 1780 byla v obci zřízena fara. Před rokem 1848 patřil Brandov k panství Červený Hrádek. Po roce 1850 se stal samostatnou obcí s osadou Zelený Důl.

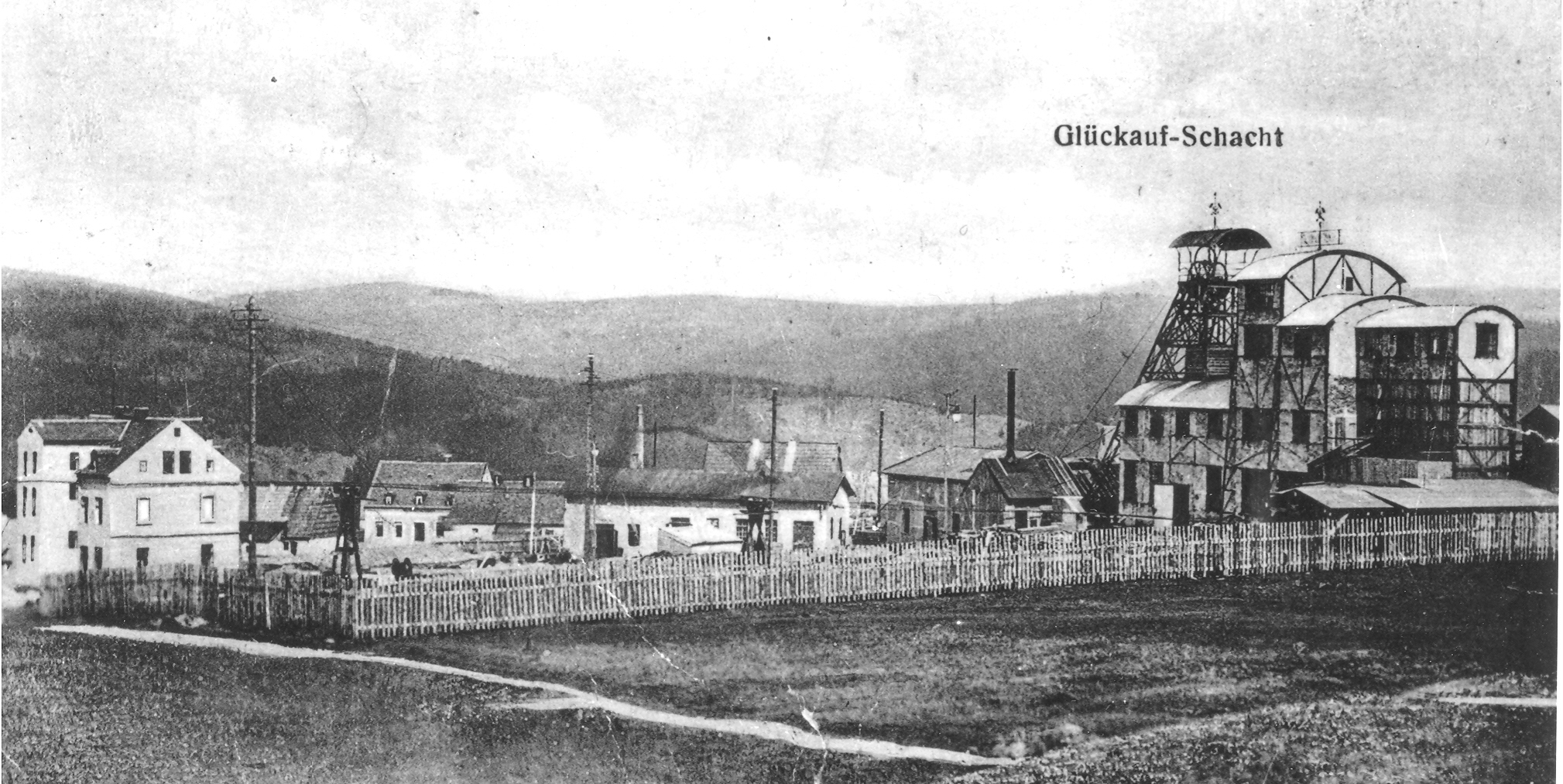
Šachta Zdař Bůh

V té době se zde také pátralo po ložiscích černého uhlí, které bylo nalezeno poblíž obce a v roce 1853 se začalo těžit. Šachta dostala jméno Gabriela podle majitelky hraběnky Gabriely Buquoyové. Po smrti hraběnky v roce 1863 došlo k útlumu těžby. Sňatkem přešel majetek Buquoyů na rod princů z Hohenlohe-Langenburgu. V roce 1893 koupil brandovské doly německý podnikatel Jan Schlutius, který těžbu opět zvýšil. Na počátku 20. století vznikla na okraji Brandova hornická kolonie. V letech 1901–1902 bylo postaveno parní těžní zařízení a vrtná věž. V roce 1906 nechal majitel Schlutius otevřít druhou šachtu Zdař Bůh a u ní vybudovat úřednickou budovu. Nová šachta byla spojena lanovou dráhou s úpravnou uhlí, která se nacházela za hranicemi u města Olbernhau. Po vypuknutí první světové války byly uzavřeny hranice se Saskem a uhlí bylo ukládáno v Brandově na haldách, než bylo možné opět zprovoznit lanovou dráhu. V roce 1921 byly doly zastaveny, protože po zhroucení německé marky se těžba stala nerentabilní. Doly se již nepodařilo plně obnovit. Během druhé světové války probíhal v Brandově geologický průzkum, ale práce byly v roce 1942 zastaveny, neboť zásoby v dolech již byly téměř vyčerpány.
Zdejší obyvatelstvo se vedle těžby uhlí živilo také zpracováním dřeva, především výrobou dřevěných hraček.
Po roce 1945 proběhl odsun německého obyvatelstva, čímž došlo k razantnímu poklesu počtu obyvatel. Ani dosídlení obyvateli z vnitrozemí tento úbytek nenahradil.

## Současnost
Dnes je Brandov rekreační oblastí, mnoho zdejších domů slouží k individuální rekreaci. Vede sem modře značená turistická stezka z pohraničního Zeleného Dolu, která pokračuje do Rudolic v Horách a Horního Jiřetína.

## Obyvatelstvo
Při sčítání lidu v roce 1921 zde žilo 2190 obyvatel (z toho 1080 mužů), z nichž bylo 27 Čechoslováků, 2033 Němců a 130 cizinců. Kromě 71 evangelíků, pěti členů církve československé a tří lidí bez vyznání patřili k římskokatolické církvi. Podle sčítání lidu z roku 1930 měla vesnice 2110 obyvatel: 35 Čechoslováků, 1953 Němců a 122 cizinců. Většina stále byla římským katolíky, ale žilo zde také 84 evangelíků, jeden člen církve československé, jeden člen ostatních církví a 58 lidí bez vyznání.
|                                          | 1869  | 1880  | 1890  | 1900  | 1910  | 1921  | 1930  | 1950 | 1961 | 1970 | 1980 | 1991 | 2001 | 2011 |
| ---------------------------------------- | ----- | ----- | ----- | ----- | ----- | ----- | ----- | ---- | ---- | ---- | ---- | ---- | ---- | ---- |
| Obyvatelé                                | 1 229 | 1 428 | 1 717 | 2 131 | 2 896 | 2 572 | 2 473 | 393  | 453  | 419  | 269  | 237  | 257  | 243  |
| Domy                                     | 192   | 209   | 227   | 241   | 299   | 301   | 318   | 321  | 113  | 109  | 69   | 125  | 130  | 136  |
| Tabulka zahrnuje údaje osady Zelený Důl. |       |       |       |       |       |       |       |      |      |      |      |      |      |      |

## Obecní symboly
Brandov získal právo užívat obecní znak a vlajku na základě rozhodnutí předsedy Poslanecké sněmovny č. 45 ze dne 5. 10. 2004.

### Znak
Ve zlatém štítě nad zeleným návrším vztyčený červený plamenný hořící meč provázený dvěma odkloněnými zelenými smrkovými větvičkami.

### Vlajka
List tvoří tři svislé pruhy, zelený, žlutý a zelený, v poměru 1:4:1. Ve žlutém pruhu červený plamenný hořící meč hrotem nahoru, dole provázený dvěma odkloněnými zelenými smrkovými větvičkami. Poměr šířky k délce listu je 2:3.

## Seznam ulic
- Lesní
- Rudé armády

## Pamětihodnosti
- Restaurovaný barokní jednolodní kostel Michaela Archanděla z let 1720–1730
- Kaple Vzkříšení Páně na hřbitově
- Socha sv. Jana Nepomuckého z roku 1730
- Pozůstatky Svídnické údolní dráhy
- Nepatrné zbytky malého hradu nad částí zvanou Kolonie
- Kamenný vrch (842 m) ležící asi 2,5 km jižně od obce je zajímavá geologická lokalita, kde se nachází opuštěný stěnový lom